# Dãy tung hứng
Trong lý thuyết số, dãy tung hứng là dãy số nguyên bắt đầu từ số nguyên dương a0, với mỗi phần tử sau đó được tính theo công thức đệ quy sau:
{\displaystyle a_{k+1}={\begin{cases}\left\lfloor a_{k}^{\frac {1}{2}}\right\rfloor ,&{\text{nếu }}a_{k}{\text{ chẵn}}\\\\\left\lfloor a_{k}^{\frac {3}{2}}\right\rfloor ,&{\text{nếu }}a_{k}{\text{ lẻ}}.\end{cases}}}

## Bối cảnh
Dãy tung hứng được xuất bản bởi nhà toán học và tác giả Mỹ Clifford A. Pickover. Cái tên được lấy từ tính lên xuống của dãy, giống với quả bóng trong tay của người tung hứng.
Ví dụ, dãy tung hứng xuất phát từ a0 = 3 là
{\displaystyle a_{1}=\lfloor 3^{\frac {3}{2}}\rfloor =\lfloor 5.196\dots \rfloor =5,}
{\displaystyle a_{2}=\lfloor 5^{\frac {3}{2}}\rfloor =\lfloor 11.180\dots \rfloor =11,}
{\displaystyle a_{3}=\lfloor 11^{\frac {3}{2}}\rfloor =\lfloor 36.482\dots \rfloor =36,}
{\displaystyle a_{4}=\lfloor 36^{\frac {1}{2}}\rfloor =\lfloor 6\rfloor =6,}
{\displaystyle a_{5}=\lfloor 6^{\frac {1}{2}}\rfloor =\lfloor 2.449\dots \rfloor =2,}
{\displaystyle a_{6}=\lfloor 2^{\frac {1}{2}}\rfloor =\lfloor 1.414\dots \rfloor =1.}
Nếu dãy tung hứng chạm đến số 1, thì tất cả các phần tử sau đó vẫn sẽ là 1. Hiện đang có giả thuyết mọi dãy tung hứng sẽ đều rút về giá trị 1. Giả thuyết này mới chỉ xác nhận cho các phần tử khởi tạo ban đầu lên tới 106, nhưng chưa được chứng minh. Do đó, bài toán dãy tung hứng tương tự với giả thuyết Collatz.Paul Erdős đã phát biểu rằng "toán học bây giờ vẫn chưa sẵn sàng cho những bài toán này".
Cho phần tử khởi tạo n, ta định nghĩa l(n) là số các bước để dãy tung hứng bắt đầu với n chạm tới 1, và h(n) là giá trị cực đại trong dãy tung hứng cho n. Bảng l(n) và h(n) cho n nhỏ là:
| n  | Dãy tung hứng               | l(n) (dãy số A007320 trong bảng OEIS) | h(n) (dãy số A094716 trong bảng OEIS) |
| -- | --------------------------- | ------------------------------------- | ------------------------------------- |
| 2  | 2, 1                        | 1                                     | 2                                     |
| 3  | 3, 5, 11, 36, 6, 2, 1       | 6                                     | 36                                    |
| 4  | 4, 2, 1                     | 2                                     | 4                                     |
| 5  | 5, 11, 36, 6, 2, 1          | 5                                     | 36                                    |
| 6  | 6, 2, 1                     | 2                                     | 6                                     |
| 7  | 7, 18, 4, 2, 1              | 4                                     | 18                                    |
| 8  | 8, 2, 1                     | 2                                     | 8                                     |
| 9  | 9, 27, 140, 11, 36, 6, 2, 1 | 7                                     | 140                                   |
| 10 | 10, 3, 5, 11, 36, 6, 2, 1   | 7                                     | 36                                    |
Dãy tung hứng có thể đạt các giá trị cực kỳ lớn trước khi rơi xuống 1. Ví dụ chẳng hạn, dãy tung hứng bắt đầu từ a0 = 37 đạt cực đại tại 24906114455136. Harry J. Smith đã xác nhận rằng dãy tung hứng bắt đầu với a0 = 48443 sẽ đạt cực đại tại a60 với 972,463 chữ số, trước khi chạm về 1 tại a157.